# Rio Douro (Cabeceiras de Basto)
Rio Douro es una freguesia portuguesa del concelho de Cabeceiras de Basto, con 43,52 km² de superficie y 1.210 habitantes (2001). Su densidad de población es de 27,8 hab/km².